# Promeneur du net
 (décembre 2022).
La mise en forme du texte ne suit pas les recommandations de Wikipédia : il faut le « wikifier ».
Les points d'amélioration suivants sont les cas les plus fréquents. Le détail des points à revoir est peut-être précisé sur la page de discussion.
- Les titres sont pré-formatés par le logiciel. Ils ne sont ni en capitales, ni en gras.
- Le texte ne doit pas être écrit en capitales (les noms de famille non plus), ni en gras, ni en italique, ni en « petit »…
- Le gras n'est utilisé que pour surligner le titre de l'article dans l'introduction, une seule fois.
- L'italique est rarement utilisé : mots en langue étrangère, titres d'œuvres, noms de bateaux, etc.
- Les citations ne sont pas en italique mais en corps de texte normal. Elles sont entourées par des guillemets français : « et ».
- Les listes à puces sont à éviter, des paragraphes rédigés étant largement préférés. Les tableaux sont à réserver à la présentation de données structurées (résultats, etc.).
- Les appels de note de bas de page (petits chiffres en exposant, introduits par l'outil «  Source ») sont à placer entre la fin de phrase et le point final[comme ça].
- Les liens internes (vers d'autres articles de Wikipédia) sont à choisir avec parcimonie. Créez des liens vers des articles approfondissant le sujet. Les termes génériques sans rapport avec le sujet sont à éviter, ainsi que les répétitions de liens vers un même terme.
- Les liens externes sont à placer uniquement dans une section « Liens externes », à la fin de l'article. Ces liens sont à choisir avec parcimonie suivant les règles définies. Si un lien sert de source à l'article, son insertion dans le texte est à faire par les notes de bas de page.
- La présentation des références doit suivre les conventions bibliographiques. Il est recommandé d'utiliser les modèles {{Ouvrage}}, {{Chapitre}}, {{Article}}, {{Lien web}} et/ou {{Bibliographie}}. Le mode d'édition visuel peut mettre en forme automatiquement les références.
- Insérer une infobox (cadre d'informations à droite) n'est pas obligatoire pour parachever la mise en page.

Pour une aide détaillée, merci de consulter Aide:Wikification.
Si vous pensez que ces points ont été résolus, vous pouvez retirer ce bandeau et améliorer la mise en forme d'un autre article.
 (décembre 2020).
La démarche Promeneurs du Net (ou PdN) est un dispositif national déployé en France dès 2012 pour assurer une présence éducative sur Internet. C’est-à-dire, mettre en place une action éducative structurée et professionnelle sur la toile pour accompagner les pratiques des jeunes, minimiser les risques, valoriser les compétences et les initiatives. Également proposer des rencontres dans les structures jeunesse, augmenter leur fréquentation et fidéliser les jeunes aux différentes activités. Le Promeneur du Net (PdN) est un professionnel de la jeunesse qui assure une présence éducative sur internet et les réseaux sociaux auprès des jeunes de 12 à 25 ans, dans le cadre de sa mission qu’il exerce déjà dans sa structure du secteur éducatif, médico-social, de l’animation ou de la médiation (centre social, maison des adolescents, accueil de jeunes, mission locale, etc.).

## Historique
Nätvandrarna – le nom du concept à l’initiative des Promeneurs du Net – a vu le jour en Suède au début des années 2000. Son intention était alors d’installer un dialogue en ligne avec les jeunes.
En 2012, la Caisse d'allocations familiales (CAF) et le Conseil départemental de la Manche décident de l’importer sur le territoire français.
L'expérimentation se poursuit avec les CAF du Cher (2014), du Morbihan (2015) et de l’Ardèche (2016). Une centaine de Promeneurs du Net a ainsi pu créer les premiers projets éducatifs avec les jeunes, dans près de soixante-dix structures. En 2016, sous l'impulsion de Daniel Lenoir, l’expérience de ces quatre départements et les résultats encourageants qu’ils ont obtenus ont permis aux caisses d'allocations familiales de généraliser, sur l’ensemble du territoire national, le projet : « Promeneurs du Net, une présence éducative sur Internet ». Un projet en partenariat avec le ministère de la Ville, de la Jeunesse et des Sports, le ministère des Familles, de l’Enfance et des Droits des femmes et la Mutualité sociale agricole.
Les Promeneurs du Net sont désormais présents dans la quasi-totalité des départements, et l'évaluation qui a été faite a validé le dispositif. En 2021 on compte plus de 1800 personnes labelisées.

## Pilotage du dispositif
Le pilotage national est organisé par la Caisse nationale des allocations familiales. Son organisation départementale est déléguée à chacune des CAF compétentes sur le territoire.
Dans chaque département concerné la CAF va confier la coordination du réseau a un opérateur. C'est ce dernier qui est au contact régulier des personnes labélisées Promeneur du Net.